# Blåklocksbi
Blåklocksbi (Melitta haemorrhoidalis) är en art i insektsordningen steklar som tillhör överfamiljen bin.

## Underarter
- Melitta (Cilissa) haemorrhoidalis haemorrhoidalis (nominatunderart)
- Melitta (Cilissa) haemorrhoidalis frisica Zimmermann, 1935[1]
- Melitta (Cilissa) haemorrhoidalis flavidorsis Ruszkowski, 1988[1]

## Beskrivning
Blåklocksbiet har en kroppslängd på omkring 12 till 13 millimeter för honan, 11 till 13 millimeter för hanen. Grundfärgen på kroppen är mörk. Honan har vitaktig behåring i ansiktet, och antennerna är mörka med rödbrun undersida. Nacken har svart behåring, mitten av mellankroppen har svart, kort behåring, med tät och lång vit behåring på sidorna, även om dessa också kan vara svarthåriga. På bakkroppen har tergit 1 gles, vit behåring, tergit 2 till 4 har svarta hår och dessutom ofta mycket smala, vita tvärränder. Bakkroppsspetsen, tergit 5 och 6, har rödorange behåring, som också finns på bakskenbenen och delar av bakfötterna. På bakskenbenen har honan pollenkorgar, ansamlingar av hår, som hon använder för att samla pollen. För honan är den framträdande rödorange behåringen på bakkroppsspetsen, och de smala, vita tvärränderna på bakkroppen, tydliga kännetecken. Honan har två färgformer, en mycket mörk, och en ljusare.
Hanen har även han vitaktig behåring i ansiktet, men antennerna är svarta utan någon röd undersida. Mellankroppen har blekbrun behåring med inslag av svart på ryggsidan, och långa, vita hår på delar av sidorna. På tergit 1 och 2 har han långa, vita hår, medan tergit 3 till 5 är övervägande svarthåriga. Samma smala, vita hårband som hos honan kan också finnas på hanens bakkropp, men de saknas ofta.

## Utbredning
Arten förekommer i Europa, norrut till Skottland och Finland, söderut till Alperna, Pyreneerna och Balkan, samt österut till europeiska Ryssland.
I Finland förekommer den i södra delen av landet, med ungefärlig nordgräns i Södra Österbotten, Norra Savolax och Norra Karelen. Enstaka, äldre fynd längre norrut (Norra Österbotten) har också gjorts.
I Sverige finns arten i Götaland och Svealand, med undantag för Gotland och Dalarna.

## Ekologi
Habitatet utgörs av skogsbryn, ängar och betesmarker, vägkanter med riklig blomväxtlighet, trädgårdar och ruderatmark, som bangårdar, med gott om blåklockor. Flygtiden varar mellan mitten av juni till mitten av augusti i norra delen av utbredningsområdet. Biet är specialiserat i sitt födoval och samlar endast pollen från blommor tillhörande blåklockssläktet (Campanula), framför allt liten blåklocka och knölklocka, men den har också iakttagits på andra blåklockor som stor blåklocka och nässelklocka. Hanarna kan även hämta nektar från malvor.
Hanarna tillbringar ofta natten i klockväxternas blommor, och det händer att flera hanar delar på samma klocka.

### Fortplantning
Arten är ett solitärt bi, det vill säga att det bildar inte samhällen. Honorna gräver ut ett bo i sandmark, där larverna sedan utvecklas. Efter övervintringen kommer nästa generation fram året därpå. Bona kan angripas av boparasiten prickgökbi, vars hona lägger ägg i larvcellerna i boet, ett i varje. Ägget utvecklas till en larv, som dödar värdägget eller -larven, varefter den livnär sig av den insamlade näringen.

## Status
Blåklocksbiet är en vanlig art, som är klassificerad som livskraftig (LC) både globalt, i Finland och i Sverige. I Finland har den emellertid varit rödlistad som nära hotad mellan 2010 och 2019.